# IFK Malmö FK

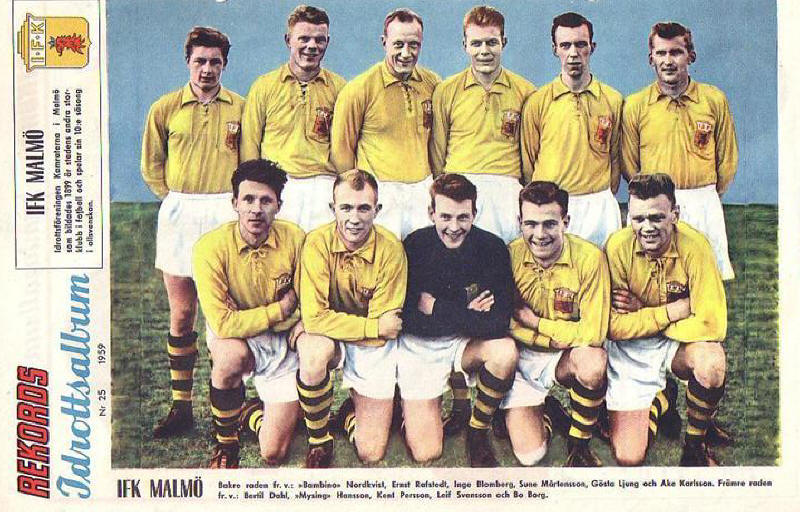
IFK Malmö under storhetsperioden. Stående: Bengt Nordqvist, Ernst Rafstedt, Inge Blomberg, Sune Mårtensson, Gösta Ljung, Åke Karlsson. Knästående: Bertil Dahl, Bo Hansson, Henry Christensson (målvakt), Leif Svensson, Bo Borg. Bild från Rekordmagasinet 1959.

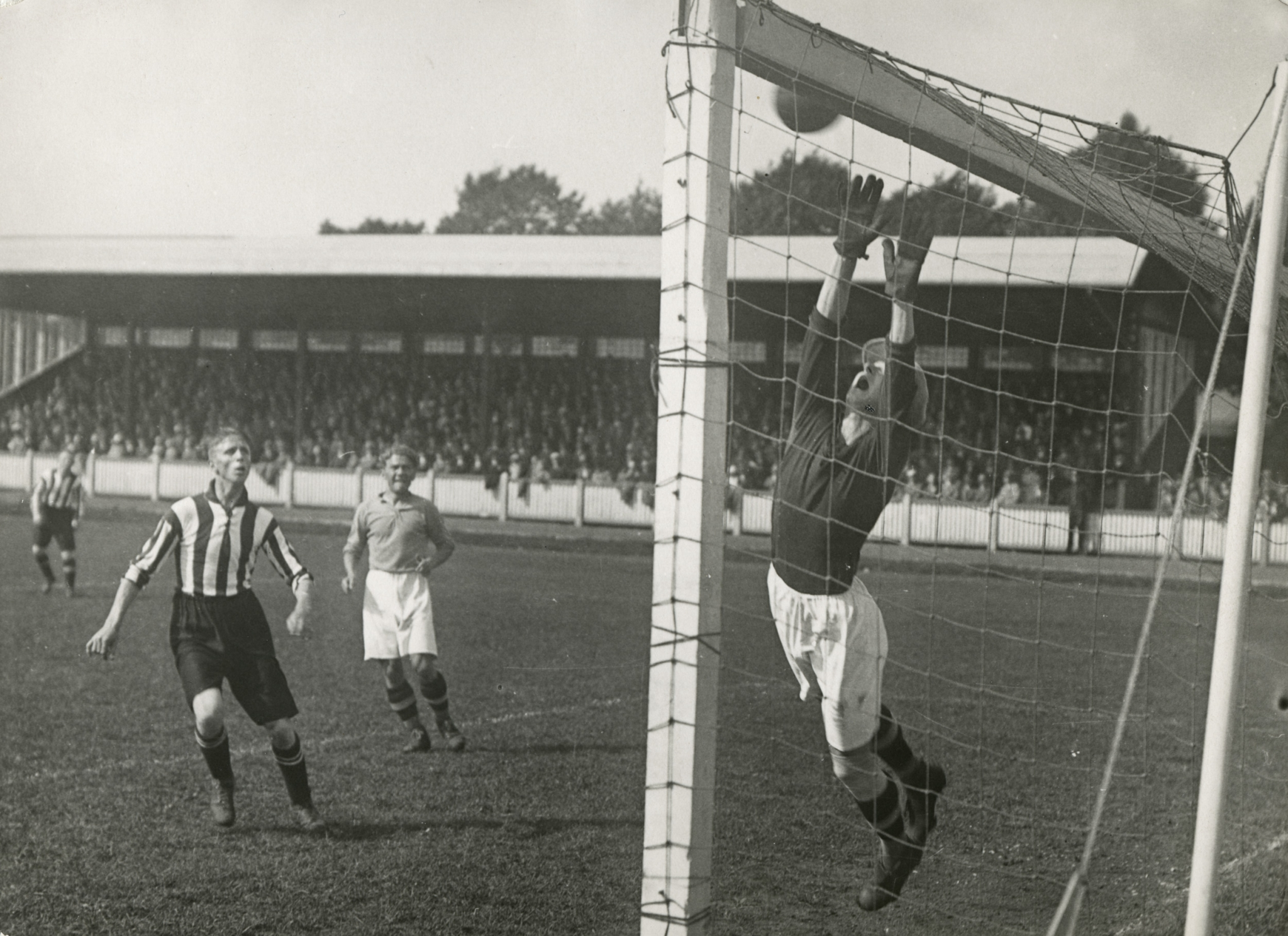
Di Gules stjärnmålvakt Agne Boklund gör en räddning framför sleipnerlegendaren Tore Keller i den klassiska sleipnerdräkten blåvit tröja och svarta byxor, 26 augusti 1928.

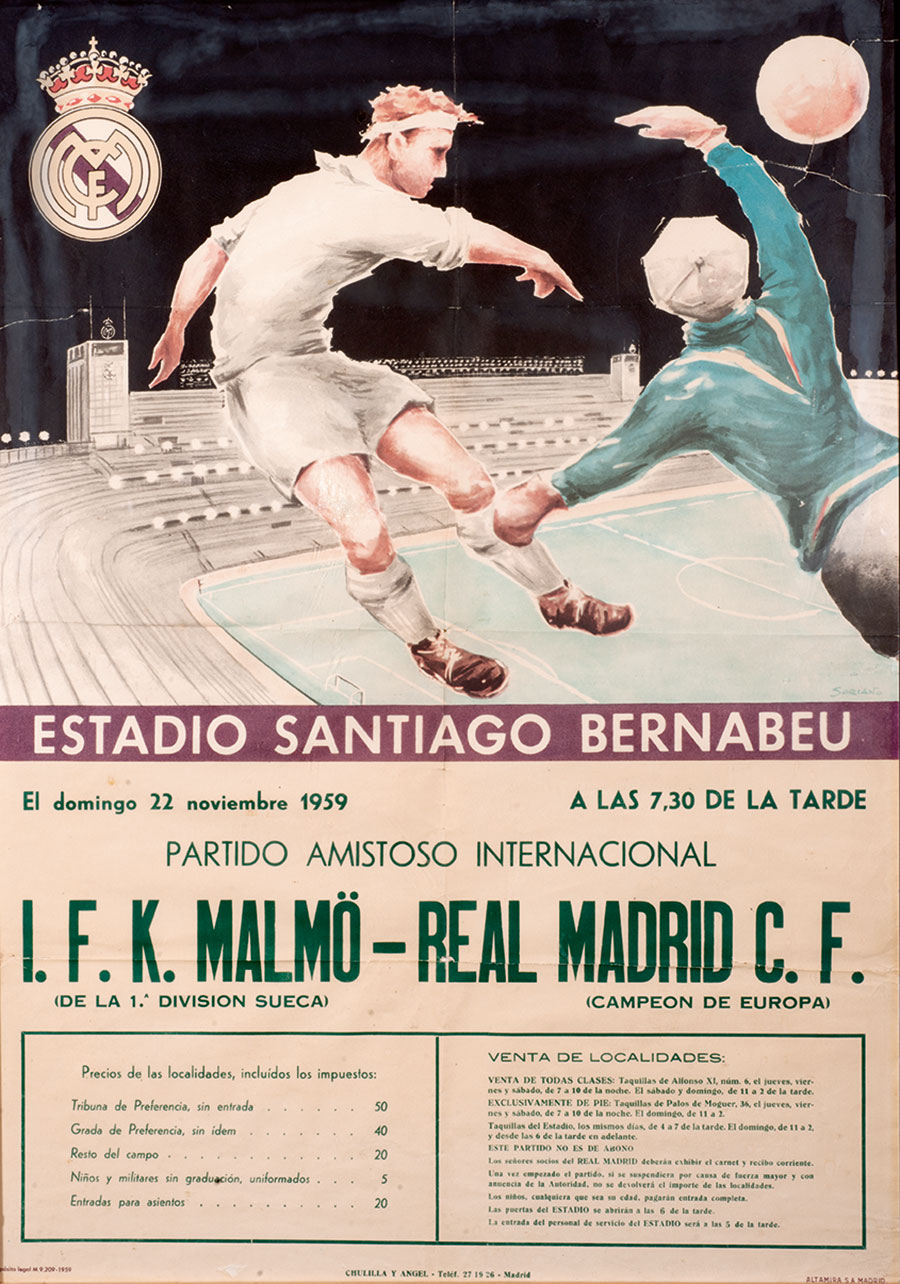
Di Gule mot Real Madrid inför 40 000 åskådare på Santiago Bernabéu (2-3) 1959.

IFK Malmö FK är IFK Malmös fotbollssektion. IFK Malmö bildades 1899 och är därmed en av Sveriges äldsta  fotbollsföreningar. Redan under hösten 1903 började man på allvar att satsa på fotbollen. Många spelare kom från den då nedlagda klubben Malmö Velociped Klubb. IFK Malmös smeknamn är "Di gule".
Ett annat, men kanske inte lika folkligt smeknamn, som gavs av den uppsvenska pressen, är Kanariefåglarna.
IFK Malmö var med i den första Allsvenskan 1924/1925 och spelade där i två säsonger. Klubbens främsta meriter är en andraplats i Allsvenskan 1960 och en kvartsfinal i Europacupen 1961, där man dock förlorade mot Rapid Wien med 2-0 borta och 0-2 hemma (att man fick representera Sverige i cupen berodde på att man haft ledningen i Allsvenskan efter vårsäsongen 1960). Kvartsfinalen i Europacupen var dittills rekord för en svensk fotbollsklubb i denna turnering. 
IFK Malmö spelade 2021-2022 i Ettan södra, efter att 2020 ha vunnit division 2 västra Götaland. Så sent som 2013 var man nere i fyran, klubbens sämsta serietillhörighet genom tiderna. Efter två successiva nedflyttningar spelar klubben år 2024 i division 3 Södra Götaland.
Lagets gula tröjor användes av Argentina i VM-matchen 1958 mot Västtyskland.
Publikrekord: 
- 20 533 åskådare mot Malmö FF  15 augusti 1956 på Malmö IP.
- 27 260 åskådare mot IFK Norrköping 17 augusti 1960  på Malmö Stadion.

IFK Malmö har växlat mellan Malmö IP (1899–1958, 1999–2008) och Malmö Stadion (1958–1999, 2009–2022) som sina hemmaplaner, men sedan 2023 spelar man sina matcher på Heleneholms IP.
Laget har utöver de gula tröjorna och vita byxorna, historiskt också spelat med svarta kragar och manschetter, och svarta eller svartgulrandiga strumpor. Man har också haft en gul klubbsymbol och logotyp med Erik av Pommerns grip från Malmös och Skånes vapensymbol, som skiljer sig från andra Kamratföreningars (se bild).

## Historia
Laget var ett av de tolv, som deltog i den allra första Allsvenskan 1924/1925 (till skillnad från Malmö FF), och var i Allsvenskans "ungdom" staden Malmös förstalag. Klubbens storhetstid infann sig vid 1950-talets slut och under de första åren på 1960-talet. 1959 spelade man bland annat en legendarisk match mot Real Madrid på ett fullsatt Santiago Bernabéu-stadion. Föreningen slutade på andraplats i Allsvenskan 1960, vilket är klubbens främsta ligaplacering någonsin och året därpå representerade klubben Sverige i Europacupen eftersom man hade haft ledningen i Allsvenskan efter vårsäsongen 1960. I turneringen nådde man kvartsfinal där det dock blev förlust mot österrikiska Rapid Wien med 2–0 borta och 2–0 hemma, detta var det dittills bästa resultatet för en svensk fotbollsklubb i Europacupen. Framgångarna blev emellertid kortvariga då laget föll ur Allsvenskan 1962 och har sedan dess inte lyckats ta sig tillbaka.
I takt med att Malmö FF etablerade sig i Allsvenskan och växte fram som den stora Malmöklubben under 1960-talet och senare kom att dominera svensk fotboll under 1970-talet fick IFK Malmö allt svårare att hävda sig och kom under 60- och 70-talet, trots ett antal försök till nysatsningar, att förpassas till Division II (nuvarande Superettan), där man var ett etablerat mittenlag i många år. Under början av 1980-talet såg klubben dock ut att ha hämtat sig och började på allvar visa ambitioner att återvända till Allsvenskan.
En minnesvärd match spelades inför 20 943 åskådare i sista omgången av division 2 södra 1980 där seriesegrarna gick till Allsvenskan, IFK behövde bara spela oavgjort mot Gais för att avancera till allsvenskan. Med bara någon minut kvar var matchen mållös då IFK:s försvarare Benny Olsson räddade en Gais-nick på mållinjen med handen och domaren hade inget annat val än att blåsa straffspark. Sten Pålsson slog säkert in straffen och Gais vann med 1–0 och såg ut att vinna serien. På Ullevi mötte Örgryte IS samtidigt Grimsås IF. När matchen i Malmö var slut återstod cirka en minuts speltid på Ullevi och Örgryte lyckades i matchens absolut sista sekunder göra det avgörande 3–2-målet. Örgryte, Gais och IFK slutade alla på 31 poäng men IFK:s +5 i målskillnad räckte bara till en tredjeplats. Både Örgryte och Gais hade +13 i målskillnad men ÖIS tog den allsvenska på grund av fler gjorda mål. Kvar på gamla Malmö stadion fanns nu två förlorande lag och enbart besvikna åskådare.
1983 nådde IFK Malmö kval till Allsvenskan, där det dock blev förlust mot IFK Norrköping med totalt 5–0 över två matcher. 1985 åkte klubben ur Division 2 och sjönk därefter ner i de lägre divisionerna. IFK Malmö har sedan dess spelat en ganska undanskymd roll i svensk fotboll. Under några år på 1990-talet var man nere i division 4, klubbens lägsta ligatillhörighet någonsin, men återkom dock till Superettan 2001 och höll sig kvar i tre säsonger med en sjundeplacering 2002 som främsta merit. 2003 degraderades man dock efter en tät bottenstrid sedan man förlorat mot Gefle IF med 2–1 i seriens sista omgång. 
Under åren efter att man åkt ur Superettan sjönk klubben återigen ner i de lägre divisionerna. 2010 åkte man återigen ner i division 4 men har därefter återhämtat sig successivt. 2013 vann man division 4  och följande år slutade man tvåa i division 3 och kunde avancera till division 2 genom kval. 2020 vann klubben division 2 och kommer därmed att spela i division 1 från och med säsongen 2021. Efter snart 30 år i kulisserna har klubben inte kvar sitt forna engagemang bland Malmöborna, även om mindre grupper av lojala supportrar fortfarande finns.
Under senare år har några av klubbens ungdomslag även hävdat sig i internationella sammanhang. Flera unga talanger har fostrats i klubbens ungdomslag, varav Agon Mehmeti är den mest namnkunnige.

## Kända supportrar
- Sten "Taxi" Jonsson - närradioprofil
- Östen Warnerbring - artist, sångare och kompositör
- Kalle Lind - radiopratare, manusförfattare och författare

## IFK Malmö i media
Under hösten 2008 gjorde pensionsbolaget AMF Pension en uppmärksammad reklamfilm i vilken man får följa en trogen IFK Malmö-supporter genom livet.